# Championnats du monde de cyclisme sur route 1932
Navigation
Copenhague 1931 Montlhéry 1933
Les championnats du monde de cyclisme sur route 1932 ont eu lieu le 14 août 1932 à Rome en Italie. Deux courses sont au programme, une pour les professionnels et une pour les amateurs.

## Déroulement
À domicile les coureurs italiens dominent la compétition. Les professionnels ont parcouru une distance de 206,1 kilomètres. Alfredo Binda, déjà double champion du monde en 1927 et 1930, remporte son troisième titre mondial avec quinze secondes d'avance sur son compatriote Remo Bertoni. Il termine l'épreuve avec une moyenne de 29,4 km/h. Les coureurs par pays sont toujours limités à trois athlètes. Vingt et un coureurs ont pris part à la course et  dix-sept l'ont terminé.
Giuseppe Martano complète le triomphe italien avec son succès chez les amateurs. Il parcourt les 134 kilomètres à une vitesse moyenne de 29,4 km/h.

## Résultats
| Épreuves :                          | Or                      | Or              | Argent              | Argent | Bronze                    | Bronze       |
| Professionnels                      |                         |                 |                     |        |                           |              |
| Hommes - course en ligne            | Alfredo Binda Italie    | 7 h 01 min 28 s | Remo Bertoni Italie | + 15 s | Nicolas Frantz Luxembourg | + 4 min 52 s |
| Amateurs                            |                         |                 |                     |        |                           |              |
| Hommes - amateurs - course en ligne | Giuseppe Martano Italie | 4 h 32 min 48 s | Paul Egli Suisse    | -      | Paul Chocque France       | -            |

## Tableau des médailles
| Rang  | Nation     | Or | Argent | Bronze | Total |
| ----- | ---------- | -- | ------ | ------ | ----- |
| 1     | Italie     | 2  | 1      | 0      | 3     |
| 2     | Suisse     | 0  | 1      | 0      | 1     |
| 3     | Luxembourg | 0  | 0      | 1      | 1     |
| 3     | France     | 0  | 0      | 1      | 1     |
| Total | Total      | 2  | 2      | 2      | 6     |